# Rheinpark Stadion
Le Rheinpark Stadion est un stade basé à Vaduz, la capitale du Liechtenstein. Il est uniquement utilisé pour les rencontres de football.

## Histoire
L'enceinte a une capacité de 6 441 places, toutes assises. C'est le plus grand stade de football du pays. Il sert de stade d'accueil pour les rencontres du FC Vaduz, qui joue dans le championnat de Suisse de football.
Le Rheinpark Stadion accueille aussi des rencontres à domicile de l'équipe nationale du Liechtenstein.

## Événements
Le 24 mai 1999, l'ouverture des 8e Jeux européens des petits États (Lie Games), les "Jeux olympiques des petits États", a eu lieu dans le stade Rheinpark.
En juillet 2003, la phase finale du championnat d'Europe de football U-19 s'est déroulée au Liechtenstein, les demi-finales et la finale se déroulant au stade Rheinpark.
Le 18 juin 2007, le musicien allemand Herbert Grönemeyer s'est produit au stade Rheinpark à l'occasion du 75e anniversaire du FC Vaduz.
En mai 2010, le stade a accueilli divers matchs du Championnat d'Europe de football U-17 2010, dont la finale.
Le 30 mai 2011, le stade Rheinpark a de nouveau servi de lieu de la cérémonie d'ouverture des 14e Jeux européens des petits États (Lie Games), qui se sont déroulés pour la deuxième fois au Liechtenstein.
Le 21 juillet 2012, l'Eurobowl XXVI s'est déroulé entre les Broncos de Calanda et les Vikings de Vienne dans le stade Rheinpark. Les Suisses ont gagné par 27 à 14.